# Джаррид Х'юз
Джаррид Х'юз (англ. Jarryd Hughes) — австралійський сноубордист, спеціаліст зі сноубордкросу, олімпійський медаліст, переможець  X-ігор. 
Срібну олімпійську медаль Х'юз виборов на Пхьончханській олімпіаді 2018 року в змаганнях зі сноубордкросу. На церемонії закриття  Олімпіади він був прапороносцем австралійської команди.

## Зовнішні посилання
- Australian Olympic Team Profile [Архівовано 21 квітня 2018 у Wayback Machine.]

## Виноски
1. ↑  Men's snowboard cross results